# Shelldon
Shelldon é uma serie animada da Tailândia dura 22 minutos e só tem 2 temporadas, a série centra-se com uma criatura marinha com nome de Shelldon, um pré-adolescente que arranja problemas juntamente com os seus melhores amigos, Herman e Connie, Herman é um caranguejo Ermita e Connie é uma criatura marinha. Como o Shelldon em cada episódio eles aprendem uma lição importante e eles têm aventuras emocionantes, a série é produzida por Shellhut Entertaiment, Classic Media (agora é DreamWorks Classics), Tiny Island e BeboyondCg Entertaintment a série foi produzida em 2008 e em 2012 o KidsCo adquiriu os direitos globais da série assim esta série está no ar no KidsCo.

## Enredo
A série fala sobre uma concha marinha com nome de Shelldon ele é um pré-adolescente muito positivo e aventureiro e as aventuras centram-se na cidade de Shellhut, uma cidade que tem muitos tipos de criaturas do mar em suas aventuras eles lidam com monstros marinhos mas sempre tudo acaba bem.

## Um possivel filme
Shellhut Entertaiment e Tiny island estão a preparar um filme baseado na série que será lançado brevemente.